# Tony Tarantino
Tony Tarantino ( 4. července 1940 Queens – 8. prosince 2023, Los Angeles) byl americký herec, režisér, kytarista a zpěvák. Jeho rodiči byli Elizabeth a Dominic Tarantinovi. Roku 1951 se s rodinou přestěhoval do Los Angeles. Hrál na kytaru v několika skupinách. Jeho synem byl režisér a herec Quentin Tarantino. Ten o svém otci řekl: „Já svého otce neznal. Chtěl být hercem. Teď je to herec, jen proto, že má moje příjmení. Ale nikdy nebyl součástí mého života.“